# Додонеевые
Додонеевые (лат. Dodonaeoideae) — подсемейство двудольных цветковых растений, входящее в семейство Сапиндовые (Sapindaceae) порядка Сапиндоцветные (Sapindales).

## Описание
Листорасположение очерёдное. Лепестки, обычно, без придатков. Плоды раскрывающиеся (Dodonaeaeae) или нераскрывающиеся (Doratoxyleae). В отличие от представителей подсемейства Sapindoideae не содержат флавоноидов.

## Классификация
Подсемейство включает в себя две трибы и 22 рода:

| Триба Dodonaeaeae Kunth ex DC. (1824) — Додонеевые - Arfeuillea Pierre ex Radlk. - Averrhoidium Baill. - Cossinia Comm. ex Lam. - Diplokeleba N.E.Br. - Diplopeltis Endl. - Distichostemon F.Muell. - Dodonaea Mill. — Додонея - Euphorianthus Radlk. - Eurycorymbus Hand.-Mazz. - Harpullia Roxb. - Llagunoa Ruiz & Pav. - Loxodiscus Hook.f. - Magonia A.St.-Hil. - Majidea J.Kirk ex Oliv. | Триба Doratoxyleae Radlk. (1890) — Доратоксилоновые - Doratoxylon Thouars ex Benth. & Hook.f. — Доратоксилон - Euchorium Ekman & Radlk. - Exothea Macfad. - Filicium Thwaites ex Benth. & Hook.f. — Филициум - Ganophyllum Blume - Hippobromus Eckl. & Zeyh. - Hypelate P.Browne — Гипелате - Zanha Hiern |